# Літні Олімпійські ігри 2032
Літні Олімпійські ігри 2032 (англ. 2032 Summer Olympics, фр. Jeux Olympiques d'été de 2032, офіційна назва Ігри XXXV Олімпіади) — майбутні літні Олімпійські ігри, що пройдуть в Брисбені, Австралія.

## Місце проведення
У липні 2021 року голосуванням на сесії Міжнародного олімпійського комітету в Токіо столицею Олімпіади 2032 обрали австралійський Брисбен.

### Зацікавлена сторона проведення
- Квінсленд[3][4]

### Інші заявки на проведення
| Держава              | Місто                                     |
| -------------------- | ----------------------------------------- |
| Азербайджан          | Баку                                      |
| Боснія і Герцеговина | Сараєво                                   |
| Індія                | Делі                                      |
| Канада               | Торонто                                   |
| Кенія                | Найробі                                   |
| Німеччина            | Регіон Рейн-Рур                           |
| Південна Корея       | Сеул спільно з Пхеньяном                  |
| КНР                  | Ченду, Чунцин                             |
| Угорщина             | Будапешт                                  |
| Австралія            | Брисбен                                   |
| Аргентина            | Буенос-Айрес                              |
| Катар                | Доха                                      |
| Туреччина            | Стамбул                                   |
| Іспанія              | Мадрид                                    |
| Росія                | Санкт-Петербург, Казань, Сочі (скасовано) |